# 無限チェス

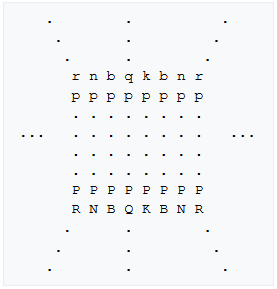
Jianying Ji (2000) による無限チェスの盤面をASCII 文字で表現したもの

無限チェスは、無限に広いチェス盤で行われるチェスである。プレイするためのゲーム・理論の両面で、プレイヤー・チェス理論家・数学者によって独立して導入され、複数のパターンが存在する。チェス盤が無限に広い場合でも、有限手数でプレイヤーが勝つ場合があることが示されている。

## 背景
古典的な（国際チェス連盟の）チェスは8×8のチェス盤(64マス)で行う。しかし、チェスの歴史を振り返ると様々な大きさのチェス盤で行うゲームが存在する。 クーリエチェスと呼ばれる、チェスの前身である12世紀頃のゲームは、12×8の盤を用いるゲームであり、少なくとも600年の間親しまれている。将棋も様々な大きさの将棋盤で行われており、その中でも最大のものは36×36の将棋盤を用いる大局将棋（英： ultimate chess）であり、16世紀半ばまで遊ばれていた。
チェスプレイヤーの Jianying Ji は、無限チェスを提案した人の一人である。彼は、2000年に古典的なチェスと同じ位置にチェスの駒を置く無限チェスを考案した。 数多くのチェスプレイヤー・チェス理論家・ゲーム理論を研究する数学者は、それぞれの異なる目的で様々な無限チェスを考案していた。チェスプレイヤーは主に戦略を変えるために、無限チェスを用いた。例えば、古典的なチェスではチェス盤が有限なため、チェス盤の端にキングを追い込む戦略がある。しかし、無限チェスでは端が存在しないため、キングを端に追い込めない。その為、チェックメイトに通ずる新しい戦略を考える必要がある。理論家は、数学・経済・ゲーム理論のモデルとして様々な無限チェスを考案した。

## ゲーム理論における無限チェス
無限のチェスはどちらかのプレイヤーが有限手数で勝利できる、より具体的には、決定可能であることが示されている。ポーンがプロモーションを行わないとし、駒の動きが一般的なチェスと同じであれば、自然数nと次がどちらのプレイヤーの手であるかと有限個の駒の位置({\displaystyle \mathbb {Z} \times \mathbb {Z} }などの上で)が与えられたとき、最大n手で必ずチェックメイトできる戦略が存在するか判定するアルゴリズムが存在する。そのようなアルゴリズムの一つに、盤面の状態をプレスバーガー算術の文として表し、それにプレスバーガー算術を判定するアルゴリズムを使うものがある。
ある盤面が与えられたとき、片方のプレイヤーが勝利する戦略が存在するかは決定可能であるか知られていない 。そのような戦略が存在するときの手数の上界が非自明であるのみならず、すべての戦略に手数の上限が存在しない盤面が存在するかもしれない。例えば、次に黒のプレイヤーの番であり、チェックメイトが成立するまでの最低手数が次に黒のプレイヤーが駒を動かした距離と等しくなる盤面が存在する可能性がある。

## Variations

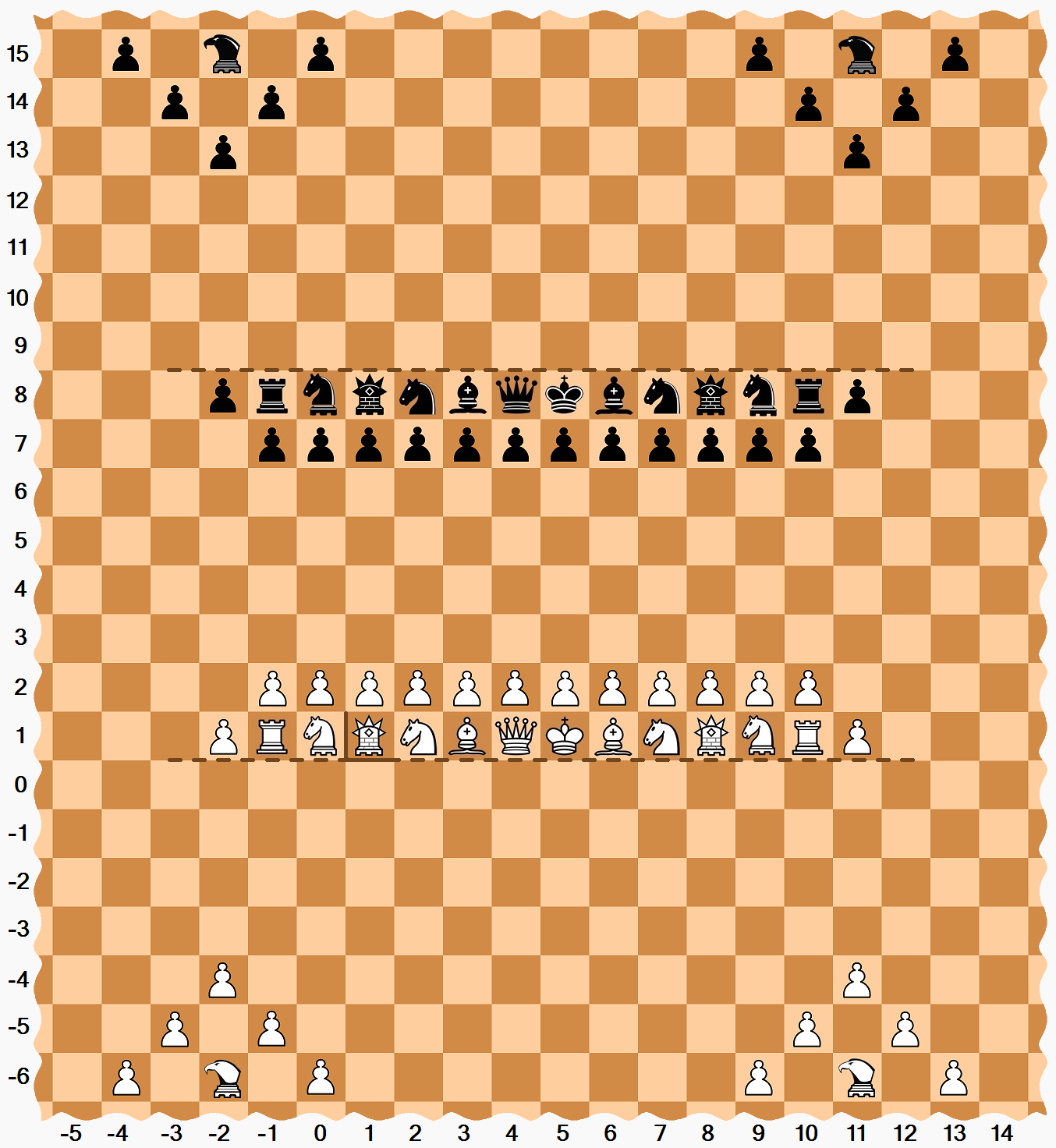
無限平面上無限チェス の初期配置。ガード が(1,1)、(8,1)、(1,8)、(8,8)の4箇所に、ホーク が(-2,-6)、(11,-6)、(-2,15)、(11,15)の4箇所に、チャンセラーが(0,1)、(9,1)、(0,8)、(9,8)に配置されている。

Chess on an infinite plane（無限平面上チェス）
無限平面上に76個の駒が置かれたチェス。一般的なチェスの駒以外にも、ガード(キングと同じ動き)、ホーク(縦横斜めの２マス・３マス先に飛び越す)、チャンセラー(ルークとナイトを合わせた動き)という3種のフェアリー駒を用いる。既存の駒だけではチェス盤の広さに対して駒の力が弱いため、駒の力を補うために3種のフェアリー駒が追加された。
本来の８段目(つまり、敵陣のキングなどの初期位置の段)に到達するとポーンのプロモーションが可能というルールも存在する。
Trappist-1
上記の無限平面上チェスに、さらにホイヘンスというフェアリー駒を追加したものである。ホイヘンスは縦横に素数マスだけ動ける駒であるため、ゲームが解決できない可能性がある。